# لي هودسون
لي هودسون (بالإنجليزية: Lee Hodson)‏ (2 أكتوبر 1991 واتفورد المملكة المتحدة - ) هو لاعب كرة قدم بريطاني، يلعب كمدافع.

## مسيرته

### مسيرته مع المنتخبات الوطنية
- 2008 - 2009 لعب مع منتخب أيرلندا الشمالية تحت 19 سنة لكرة القدم 5 مباريات.
- 2009 - 2012 لعب مع منتخب أيرلندا الشمالية تحت 21 سنة لكرة القدم 10 مباريات.

### مسيرته مع الأندية
- 2009 - 2013 لعب مع نادي واتفورد 83 مباراة سجل خلالها هدف.
- 2012 - 2013 لعب مع نادي برينتفورد 13 مباراة.
- 2016 - 2016 لعب مع نادي كيلمارنوك 13 مباراة.

## وصلات خارجية
لي هودسون على موقع الاتحاد الأوربي (الإنجليزية)
- لي هودسون على موقع قاعدة بيانات كرة القدم.إي يو (الإنجليزية)
- لي هودسون على موقع ناشيونال فوتبول تيمز (الإنجليزية)
- لي هودسون على موقع Soccerbase.com (لاعب) (الإنجليزية)
- لي هودسون على موقع Soccerway.com (الإنجليزية)
- لي هودسون على موقع عالم كرة القدم.نت (الإنجليزية)
- لي هودسون على موقع AS.com (الإسبانية)